# 烏拉圭航空
烏拉圭航空（PLUNA）是烏拉圭的國家航空公司，故中文一般簡稱烏航。該航空公司的總部設在蒙得維的亞，成立於1936年，結業於2012年。